# Pierre Ruibet
Pierre Ruibet   (Grenoble, 9 de juliol de 1925 - Jonzac, 30 de juny de 1944) va ser un membre de la resistència francesa durant la Segona Guerra Mundial, company de l'Alliberament.

## Joventut
Pierre Ruibet va néixer el 9 de juliol de 1925 a Grenoble. El seu pare, carnisser, era un veterà de la Primera Guerra Mundial. El 1929, es va traslladar amb la seva família a Voiron, a Isèra, on va estudiar fins a finalitzar d'educació primària. El juny de 1942, el seu pare, que volia que fes la carrera militar, el va matricular al Centre d'Educació Bayard a Audinac-les-Bains (Ariège). Aquest centre rep els fills de les tropes que han acabat els estudis però encara no tenen l'edat suficient per allistar-se. L'estiu de 1943, Ruibet va intentar unir-se a les Forces Franceses Lliures amb uns quants camarades. Va ser detingut a Andorra per la Guàrdia Civil i lliurat a la policia francesa. Va ser àpidament alliberat, però va ser expulsat de l'escola d'Audinac. Per fugir del Servei de Treball Obligatori (STO), s'incorporà a la marina a una unitat d'obrers al Gard, i després a Jonzac a partir de setembre de 1943.

## Destrucció de l'arsenal de Jonzac
A principis de 1944 aconseguí treballar dins del dipòsit de municions de Jonzac. Parlant una mica d'alemany, ràpidament es va guanyar la confiança de l'ocupant. A través del grup francès «Alerte», pertanyent a l'Organització Civil i Militar, envia un plànol de l'arsenal a Londres, així com una estimació de l'estoc de munició. Ho calcula en prop de 120 vagons de munició. És l'arsenal de la Kriegsmarine per a l'Atlàntic i la mar del Nord, i per importància, és el segon arsenal de l'exèrcit alemany a França. La munició s'emmagatzema a les pedreres d'Heurtebise, a 20 m sota terra, i és defensada per 26 metralladores i diversos canons de 37 mm, 77 mm i 105 mm. És impossible destruir-lo amb un bombardeig o una incursió terrestre. L'única solució era un sabotatge.
El 4 de juny es va donar l'ordre de destruir el dipòsit de municions.
Després de diversos intents, el 30 de juny a les 8.30 hores, va aconseguir, amb l'ajuda del seu amic Claude Gatineau, també contractat a l'arsenal, sabotejar-lo. Detectat per un sentinella alemany mentre Gatineau havia marxat a orinar dins de la pedrera en el moment del sabotatge (que els alemanys havien prohibit), Ruibet es va sacrificar disparant a l'alemany A. Hingler amb la pistola que havia portat al matí al seu lloc de treball (passant per seguretat sense ser escorcollat), va encendre les metxes dels explosius i va ordenar a Gatineau que es salvés. L'arsenal va quedar destruït i durant tres dies es van escoltar explosions. Gatineau, qui va tornar al lloc dels fets a l'inici de la tragèdia amb la seva roba de bomber perquè la seva absència podria haver despertat sospites, va ser reconegut, detingut, torturat i afusellat l'endemà davant les portes de l'antiga pedrera. Actualment les portes es troben al jardí públic de Jonzac, on serveixen com a record a l'acció de Pierre Ruibet i Claude Gatineau.
El comandant alemany de la plaça de Jonzac va declarar a l'alcalde de la comuna i al subprefecte:
| « | Ruibet ens ha donat un cop mortal. No ens haguéssim cregut això d'aquest noi. Teníem total confiança en ell. Ens va enganyar. Però era valent. | » |

El seu cos va ser trobat uns dies després.
El seu funeral oficial va tenir lloc a Jonzac el 8 de desembre de 1944. Pierre Ruibet va ser enterrat a Voiron.
La xicota de Ruibet, Mathilde Robert qui tenia 17 anys, és detinguda 8 dies després. Els alemanys descobreixen telegrames que ella havia enviat i la condemnen a mort. Per sort, els alemanys van abandonar la ciutat el dia abans de la seva execució.
Pierre Ruibet és condecorat pòstumament pel general de Gaulle amb l'Ordre de l'Alliberament; només 1037 membres de la resistència més han rebut aquest honor, dels quals 271 pòstumament.
Ruibet i Gatineau també van ser promocionats pòstumament a sotstinents.
Gràcies a Henri Noguères, aquest fet històric va ser relatat a l'episodi Alerte à Jonzac de la sèrie Hommes de Caractère, emesa l'any 1967 per l'ORTF. Al final de l'episodi, el director Jean Kerchbron va interrogar els principals testimonis de l'època perquè expliquin els seus records.

## Condecoracions
- Cavaller de la Legió d'Honor.
- Company de l'Alliberament.[2]
- Creu de Guerra 1939-1945, palma de bronze.

## Memorials
- Jonzac: monument a Pierre Ruibet.
- Grenoble: carrer Pierre Ruibet ; nom gravat sobre l'estela funerària Communes-Compagnon de la Libération.
- Voiron: plaça Pierre Ruibet, amb monument d'Émile Gilioli i un retrat esculpit, inaugurat el 6 de novembre de 1949.
- Crolles: carreró P. Ruibet.
- Annex Pierre Ruibet a l'Institut Militar d'Ais de Provença.